# Hédi Nouira
Hédi Nouira (Monastir, 5 de abril de 1911- La Marsa, 25 de enero de 1993) fue un político tunecino. Primer ministro de Túnez desde el 2 de noviembre de 1970 al 23 de abril de 1980. Nació en Monastir el 6 de abril de 1911. Realizó sus estudios secundarios en el Instituto de Educación Secundaria para Niños de Susa, luego se trasladó a Francia, donde obtuvo su título de licenciado en julio de 1933. Posteriormente, prosiguió sus estudios superiores de derecho en la Universidad de París y obtuvo un título superior el año 1936.

## Vida
Proveniente de una familia adinerada, estudió en su ciudad natal, pero no pudo inscribirse en el Sadiki College de Túnez. Asistió a la escuela secundaria en Susa, donde se sintió atraído por el fútbol por primera vez, ingresó en el Etoile Sportive du Sahel e hizo una breve temporada en Francia mientras pasaba su bachillerato en París en 1931.

## Actividad política
Luego regresó a Francia, donde estudió Derecho. Al mismo tiempo, prosiguió su carrera militante incorporándose a la Asociación de Estudiantes Musulmanes del Norte de África (AEMNA) y creando después el Comité para la Defensa de las Libertades en Túnez, del que llegó a ser secretario general.
En marzo de 1934 en el congreso del Partido Desturiano celebrado en la localidad de Ksar Hellal, parte de las nuevas generaciones nacionalistas rompieron con el Partido Desturiano o Paleo-Destur a causa de la rigidez de los miembros más veteranos del Partido Destouriano a la hora de acoger los postulados más radicales de las nuevas generaciones, que finalmente fundaron el Neo-Destour.
En esta primera conformación del partido de la que formaron parte antiguos integrantes del Destour como Tahar Sfar o Bahri Guiga, el Dr.Matiri ocupó el cargo de presidente y Burguiba el de secretario general . Este nuevo partido era más abierto, laico y racionalista que el Destour.
El Neo Destur fundó su propio periódico, Al Amal, que significa la acción, en el que publicaban en lengua francesa y en el que hacían un llamamiento a la resistencia mediante el impago de impuestos y el boicot a los productos franceses.
Nouira fue uno de los primeros estudiantes tunecinos en expresar su apoyo al Neo-Destour. Pronto se convirtió en un defensor destacado de este partido, especialmente después de la campaña de opresión lanzada por el General Residente Biroutoun (1933-1936) contra dirigentes y militantes del Nuevo Partido Constitucional desde la detención de miembros del Buró Político el 3 de septiembre de 1934.
El militante Hadi Nouira, junto con una élite de sus camaradas constitucionales, inició la creación del "Comité para la Defensa de las Libertades en Túnez". También se interesó por los asuntos de los trabajadores del Magreb en Francia. Acompañado de su compañero Suleiman Benslimane, asumió funciones de liderazgo en la organización nacionalista revolucionaria Estrella norteafricana durante los años 1935 y 1936 cuando la represión afecta al líder argelino Messali Hadj. Fue detenido por la policía francesa junto a otros estudiantes tunecinos cuando intentaban asistir a una reunión pública convocada por la organización el 14 de octubre de 1934, cuya realización fue impedida por las autoridades francesas.
Nouira continuó sus actividades en la asamblea, asistiendo a sus reuniones habituales, siendo uno de los miembros de la oficina que supervisó la conferencia celebrada por la Asamblea en París el 27 de diciembre de 1936.
El trabajo político más importante que realizó en ese momento fue el envío a París de un grupo de estudiantes afiliados al Neo Destur durante el año 1936. Cuando las autoridades francesas tomaron la decisión de expulsarle de Francia, regresó a Túnez a principios de 1937.
El Neo Destur, tras la liberación de sus dirigentes en 1936, estaba llevando a cabo un diálogo con los representantes del gobierno del Frente Popular francés y también llevaron a cabo negociaciones con el Partido Socialistan francés, diálogo en el que los nacionalistas tunecinos tenían puestas grandes esperanzas. Sin embargo, esas esperanzas pronto se vieron frustradas, y el Buró Político retiró su confianza a ese gobierno, durante la segunda conferencia que el partido celebró en su sede en la capital del 29 de octubre al 2 de noviembre de 1937.

## Resistencia
A su regreso a Túnez en 1938, concretamente después de los sucesos de abril, las autoridades francesas lo arrestaron acusado de realizar actos subversivos y los dirigentes y militantes del partido fueron detenidos, fue encarcelado en la prisión civil de Túnez, en la de Téboursouk, y posteriormente en Francia, la Fortaleza San Nicolás de Marsella, junto a Bourguiba y otros activistas de Neo-Destour, y en la prisión de Montluc en Lyon. Antes de regresar a Túnez en febrero de 1943, fue puesto bajo arresto domiciliario en Roma.
El período que pasó en San Nicolás lo acercó a Bourguiba. Nuira pasó cuatro años ayudando a reestructurar y preparar el partido para la liberación del país y volvió a esconderse antes de convertirse en un militante moderado y diplomático en 1948. A partir de 1949, Nuira consolidó su estatus en el extranjero al convertirse en el interlocutor privilegiado de la mayoría de los miembros del Partido Socialista Francés y del Movimiento Popular Republicano. Así pues, aprovechó sus relaciones con estos actores para sensibilizarles sobre la causa tunecina y explicarles los puntos de vista del partido Neo-Destour. Sin embargo, al negarse a participar en el gobierno de Slaheddine Baccouche en abril de 1952, fue exiliado al sur de Túnez y puesto bajo arresto domiciliario en 1953. Este asunto marcó su carrera. Escribió varios artículos durante los cuatro años siguientes, principalmente en Mission, un semanario que él mismo fundó y del que fue su editor.

## Un hombre de Estado
Después de su liberación, fue nombrado ministro de Comercio en el gobierno autónomo encabezado por Taher Ben Ammar en 1954, y en 1956 fue nombrado ministro de Finanzas en el primer gobierno independiente de Túnez encabezado por Habib Bourguiba. Hadi Nouira participó en las conversaciones para liberar la moneda tunecina del dominio de la moneda francesa, estableciendo el Banco Central de Túnez, siendo además el primer representante de Túnez ante el Fondo Monetario Internacional desde su participación en este organismo financiero internacional en 1958.
Fue fundador del Banco Central de Túnez, en el que ocupó el cargo de gobernador desde su creación en 1958 hasta 1970. Debido al fracaso de la experiencia cooperativa liderada por el ministro Ahmed Ben Salah, Bourguiba buscó la apertura económica y Nouira fue nombrado primer ministro en 1970, encargándole la tarea de reestructurar la economía nacional. Nouira ocupó el cargo durante diez años, marcados por un gran éxito económico y la mejora de las condiciones sociales. El período de Nouira se caracterizó por el retorno de la confianza y la inversión, y la creación de la requeza. 
El período de aplicación del capitalismo restringido de 1970 a 1982 fue excelente en varias medidas, ya que las relaciones internacionales mejoraron con las instituciones financieras donantes internacionales, la liberalización de la economía y el estímulo para estimular el sector privado. El papel de Nouira no solo se limitó a crear la riqueza, sino que la distribuyó de manera justa, ya que la tasa de crecimiento económico durante su período alcanzó aproximadamente el 5. 7% del PIB, contribuyendo a la creación de empresas privadas y alentando las iniciativas juveniles a través de muchos fondos de financiación, lo que supuso una fuente de riqueza para iniciativas privadas, como el fondo de descentralización para jóvenes académicos.
Hadi Nouira aplicó una política económica liberal en Túnez, especialmente en lo que respecta a las leyes y la legislación en materia de inversión. Nouira también promulgó la ley de abril de 1972 que alentaba a las empresas a invertir en Túnez y les otorgaba grandes privilegios, especialmente desde el punto de vista fiscal.
El Estado traspasó 180.000 hectáreas de tierras estatales al sector privado, limitando su acción a algunos sectores claves, animando la iniciativa privada y formulando un llamamiento apremiante al capital internacional. Las nuevas orientaciones económicas y sobre todo sociales tomadas por el Estado son el hecho relevante de este decenio. Desde su posición de primer ministro durante este período, Hedi Nouira, justificaba la elección de la desvinculación del Estado afirmando lo siguiente: "El primer defecto que tenemos que combatir en nosotros mismos para escapar a nuestro subdesarrollo es esta tendencia a contar sólo con el Estado. El Mito del Estado dispensador único del bienestar es de ahora en adelante denunciado".
El modelo adoptado favorecía la acumulación capitalista e intentaría buscar para Túnez su lugar en la división internacional del trabajo. La ley promulgada el 27 de abril de 1972 creó un régimen particular en favor de las industrias exportadoras. Este régimen consistía en beneficiar a las empresas del sector de las industrias manufactureras que gozarían de varias ventajas, entre otras la dispensa del impuesto de la patente durante los diez primeros años de actividad. Al término de este período, dichas empresas quedarían sujetas a ese impuesto con la tasa reducida de 10% y por un nuevo período de 10 años. Además, esas empresas se beneficiarían durante los 20 primeros años de una exención de los aranceles de aduanas y de las tasas sobre el volumen de negocios por la importación de bienes de equipo, herramientas, piezas de recambio, materia prima, productos semi-acabados y materias consumibles necesarias para la producción de la empresa. Gracias a estas medidas de fomento, el crecimiento industrial se aceleró con relación al decenio anterior. De 1972 a 1982, se creó un millar de empresas en las industrias manufactureras. Ello permitió la oferta de 153.700 empleos, es decir, el 39% de los empleos creados durante el decenio. La tasa de crecimiento de la industria manufacturera, a precios constantes, se elevó al 11,1% por año en comparación al 7,9% durante el decenio 1962-712'. Paralelamente, el Estado fomentó la multiplicación y la diversificación de las industrias de sustitución de las importaciones.
En 1977 se firmó un pacto social quinquenal entre el gobierno de Hadi Nouira y la central sindical Unión General Tunecina del Trabajo (UGTT), que es uno de los pilares del sistema, que garantiza un aumento salarial del 33% y la implantación de convenios colectivos en diversas ramas de la economía.

## El jueves negro tunecino de 1978

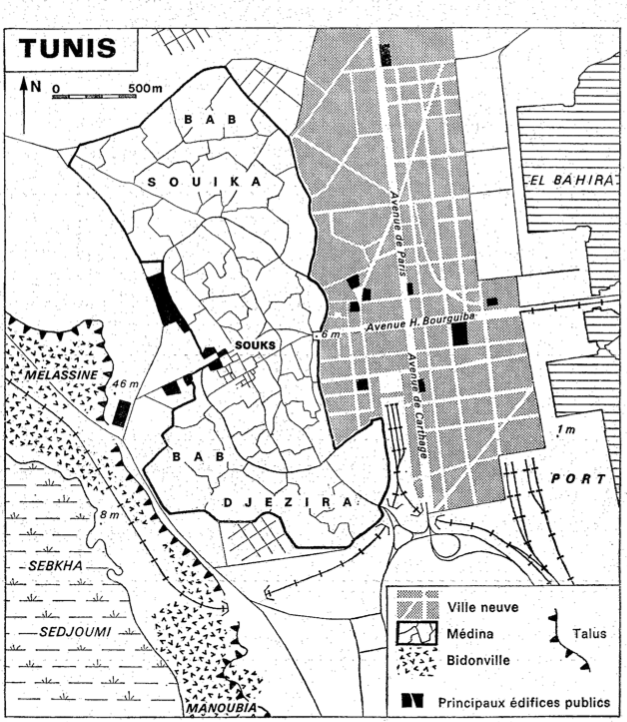
Mapa de Túnez en jueves 26 de enero de 1978 (jueves negro)

Las raíces de la crisis se remontan al rechazo por la UGTT a la política del régimen del presidente Habib Bourguiba y su primer ministro Hedi Nouira a favor de la apertura económica y la consolidación del capitalismo, que contribuyó a "profundizar las desigualdades sociales".
El 24 de enero de 1978, tras la detención de Abderrazek Ghorbel, Habib Achour, secretario general de la UGTT, convocó una huelga general por primera vez desde la independencia. Durante este llamamiento, desde la casa de Mohamed Ali en Túnez, Habib Achour declaró públicamente que "no hay luchador supremo sino el pueblo". ¡Las autoridades descubrieron que Habib Achour había excedido con creces sus límites! La policía rodeó la sede de la planta, 200 sindicalistas quedaron varados en el interior. El secretario general amenazó a las autoridades por teléfono: "Levanten el asedio, de lo contrario Túnez arderá". No fue suficiente para empujar sus límites, ¡pero también era una amenaza! Y fue el Jueves Negro del 26 de enero de 1978 el que pasará a la historia de Túnez, ya que marcó el enfrentamiento entre el gobierno de Nouira y la UGTT. Esto provocó un importante levantamiento popular, que fue reprimido violentamente por la policía y el ejército. El número de víctimas fue elevado más de 200 muertos y cientos de heridos.
Habib Achour dejó la oficina política del PSD. El comité central del partido gobernante exigió una depuración de la dirección de la UGTT. Entonces la represión comenzó a caer sobre el sindicato central. Habib Achour fue arrestado y juzgado en octubre de 1978 y condenado a diez años de trabajos forzados junto con Abderrazak Ghorbal. Otras sentencias se dictaron contra trece sindicalistas y pese a la introducción del toque de queda, las barricadas, el vandalismo y los coches quemados se multiplicaron en la capital. Este clima sombrío solo se disipará con la salida de Nouira del gobierno y el nombramiento de Mohamed Mzali, primer ministro. Con el acuerdo de Bourguiba, Mzali liberó a todos los sindicalistas.
Hadi Nouira abandonó definitivamente la vida política el 23 de abril de 1980 tras sufrir un derrame cerebral. Dejó una buena imagen en los círculos populares tunecinos por su inteligencia, especialmente en el ámbito económico, gracias a su éxito en la introducción de la economía tunecina en la economía de mercado de manera consciente y reflexiva, y logrando importantes tasas de crecimiento. Murió el 25 de enero de 1993 y fue enterrado en su ciudad natal de Monastir. En su honor fue nombrada la calle en la que se encuentra la sede del Banco Central y la calle principal del barrio Al-Nasr.

## Posiciónes
- Ministro de Comercio (1954-1955)
- Ministro de Finanzas (7 de septiembre de 1955-30 de septiembre de 1958)
- Ministro de Industria (12 de junio de 1970-6 de noviembre de 1970)
- Primer ministro (2 de noviembre de 1970-23 de abril de 1980)
- Ministro del Interior (4 de septiembre de 1971-29 de octubre de 1971)